# Bêma
Pour l’article ayant un titre homophone, voir Béma.
Cet article traite du sanctuaire dans les églises paléochrétiennes. Pour l'estrade de lecture dans les synagogues, voir bimah

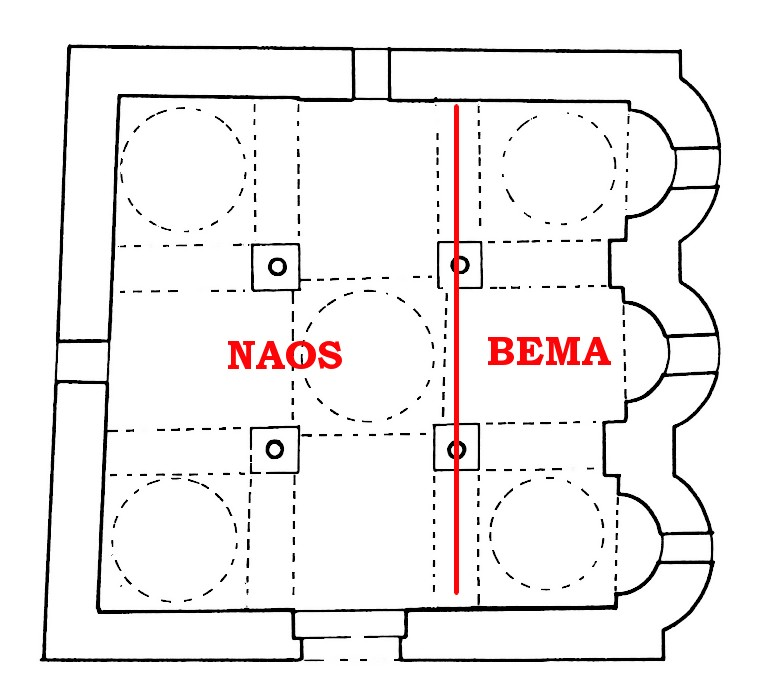
Église à croix inscrite compacte.

Le bêma (grec ancien : βῆμα - degré d'escalier, marche) désigne d'abord à Athènes, la tribune des orateurs, située sur la colline du Pnyx et constituée de simples marches taillées dans le roc. On trouve des bêmas dans différentes ville de la Grèce antique.
Par la suite, le mot désigne, en grec, le sanctuaire, la zone (dans les églises paléochrétiennes et orientales actuelles) située à l'extrémité orientale de l'édifice, devant l'abside. Cette zone est en général par rapport au niveau de la nef par une plateforme à laquelle on accède par des marches et elle est close par une barrière de chancel, puis par un templon. Elle contient l'autel et le trône épiscopal, et son accès est réservé aux membres du clergé qui célèbrent la liturgie.
Le bêma est aussi désigné par les termes presbytérion et hiératéion.

## Histoire
Le mot grec βῆμα / bêma, « tribune », désignait dans la Grèce antique la tribune aux harangues, au-dessus d’une estrade, d’où les orateurs s’adressaient au peuple assemblé pour délibérer (ekklésia) sur la Pnyx ; le bêma il a également servi à désigner la haute estrade où siégeait le magistrat qui présidait l’audience dans les tribunaux de l’Héliée. À Athènes, l'espace semi-circulaire qui se trouvait devant le bêma pouvait accueillir dix mille personnes. 

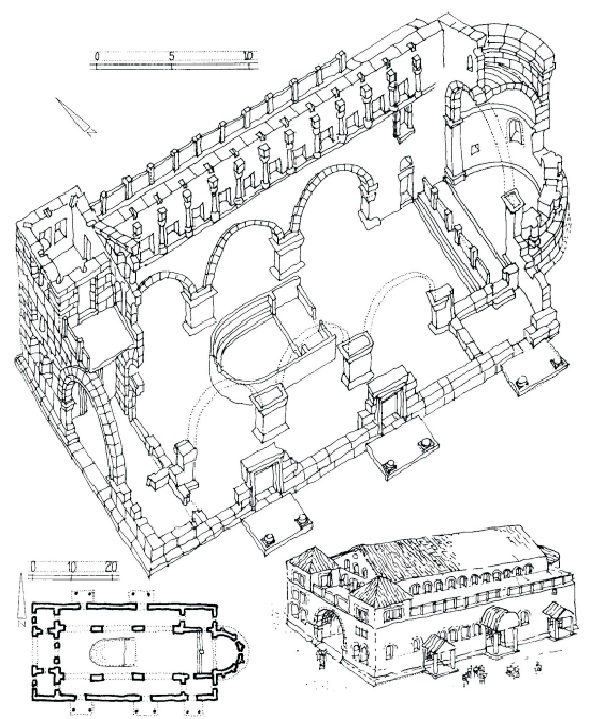
Église de Qalb Lozeh, Ve siècle, Syrie. Vue en coupe, en plan et extérieure. Dans le plan et la coupe on remarque le bêma au milieu de la nef centrale.

Le terme a aussi été utilisé dans la Septante, traduction grecque de la Bible, pour rendre l'expression hébraïque מִגְדַּל-עֵץ (migdal-etz) qui signifie « estrade » ou « tour en bois, ». C'était de cette estrade qu'au Ve siècle av. J.-C., Ezra le Scribe lisait la Torah au peuple assemblé dans le Temple de Jérusalem. Le mot grec a été repris par le judaïsme sous la forme bimah, comme par le christianisme, pour désigner dans certains cas l'estrade où se pratique la liturgie.
Dans certaines églises de Syrie, on trouve un bêma en  forme de fer à cheval au milieu de la nef centrale. Ce dispositif, propre à la Syrie, comprenait en général un trône, un banc et souvent un ciborium.

### Galerie

Plan de la colline du Pnyx. 1. Bêma; 2. zone pour l'auditoire; 3. stoas; 4. murs d'enceinte de Thémistocle.
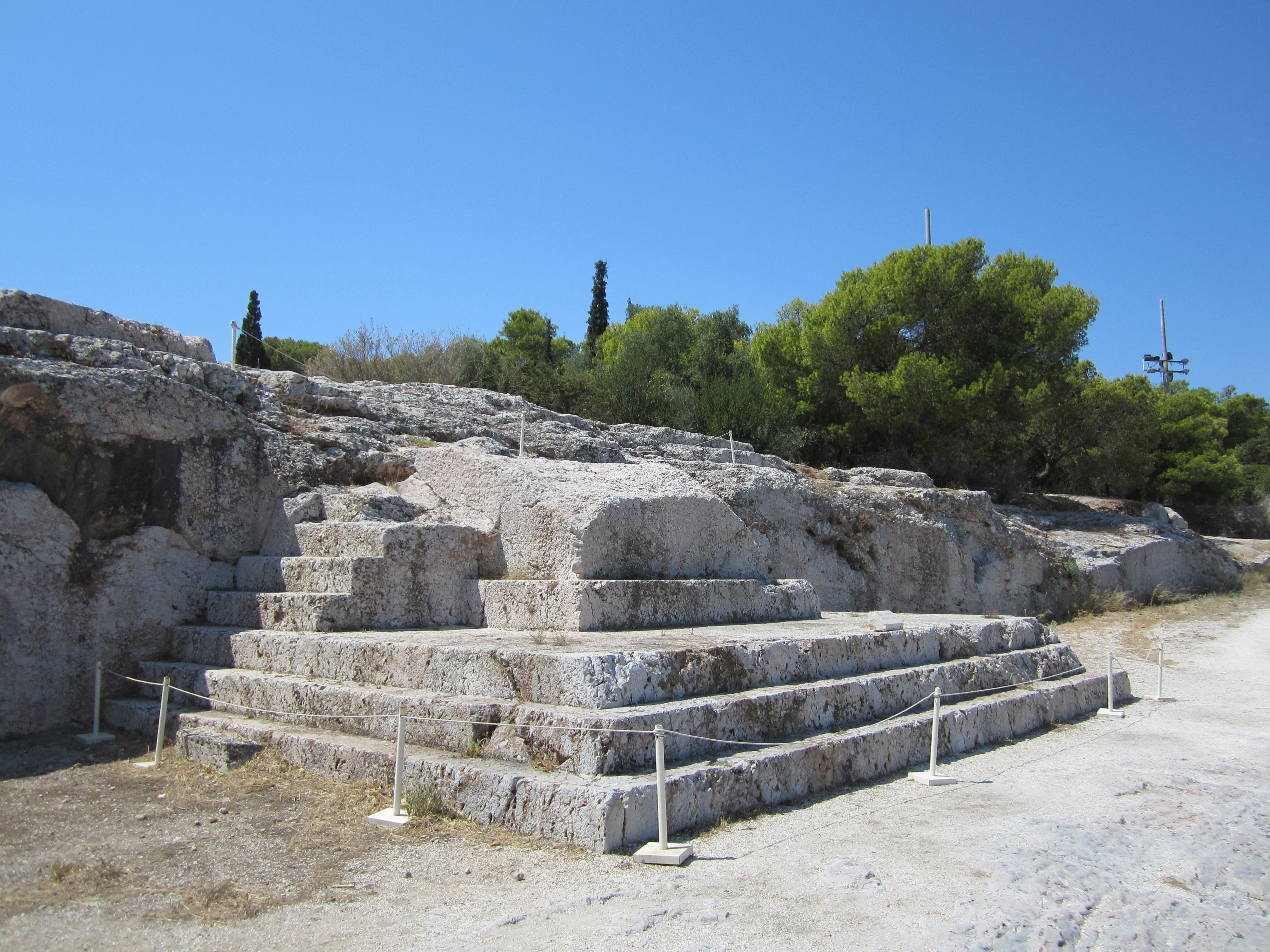
Restes du bêma du Pnyx, à Athènes.
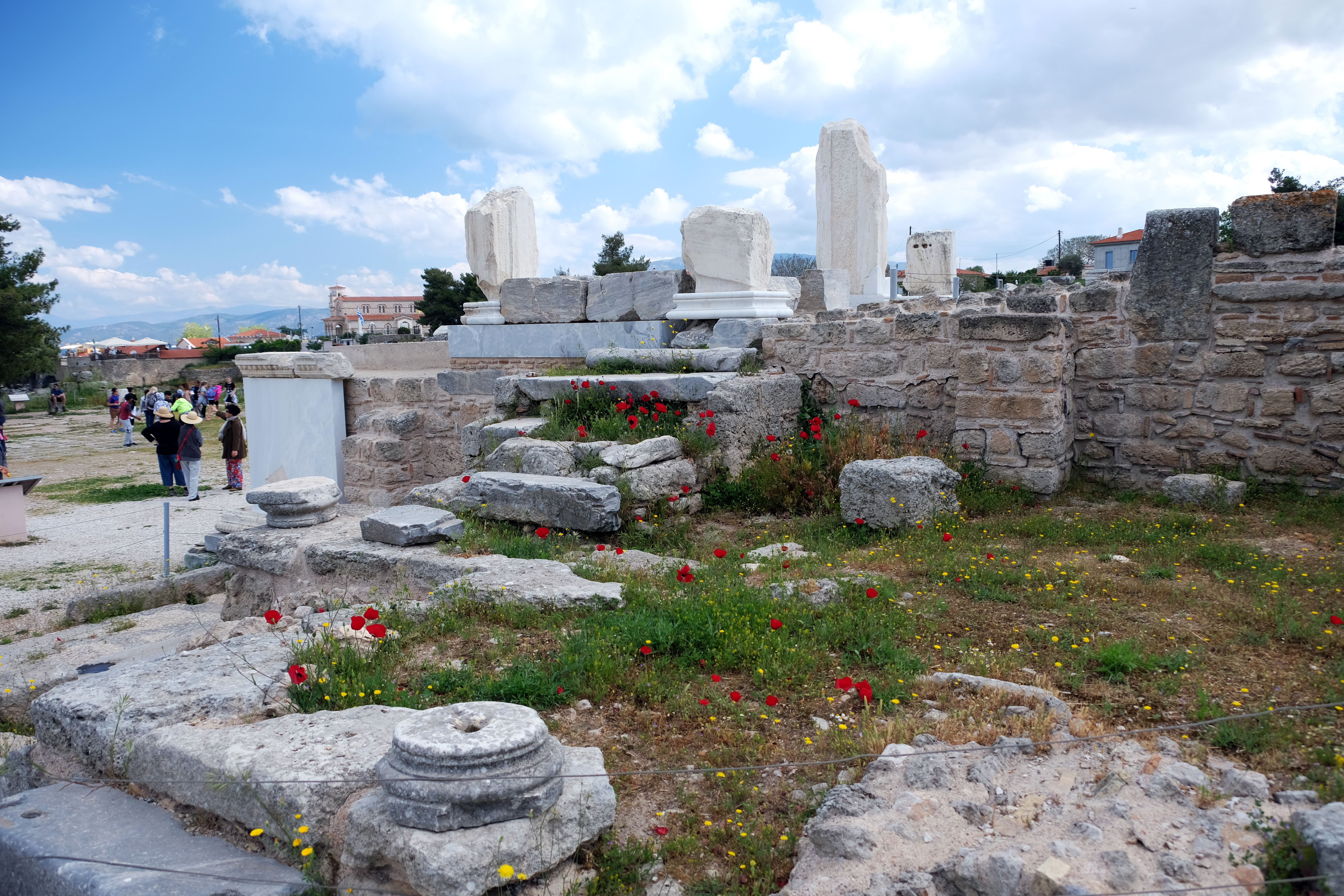
Bêma de Corinthe.